# Bitwa pod Gołębiem

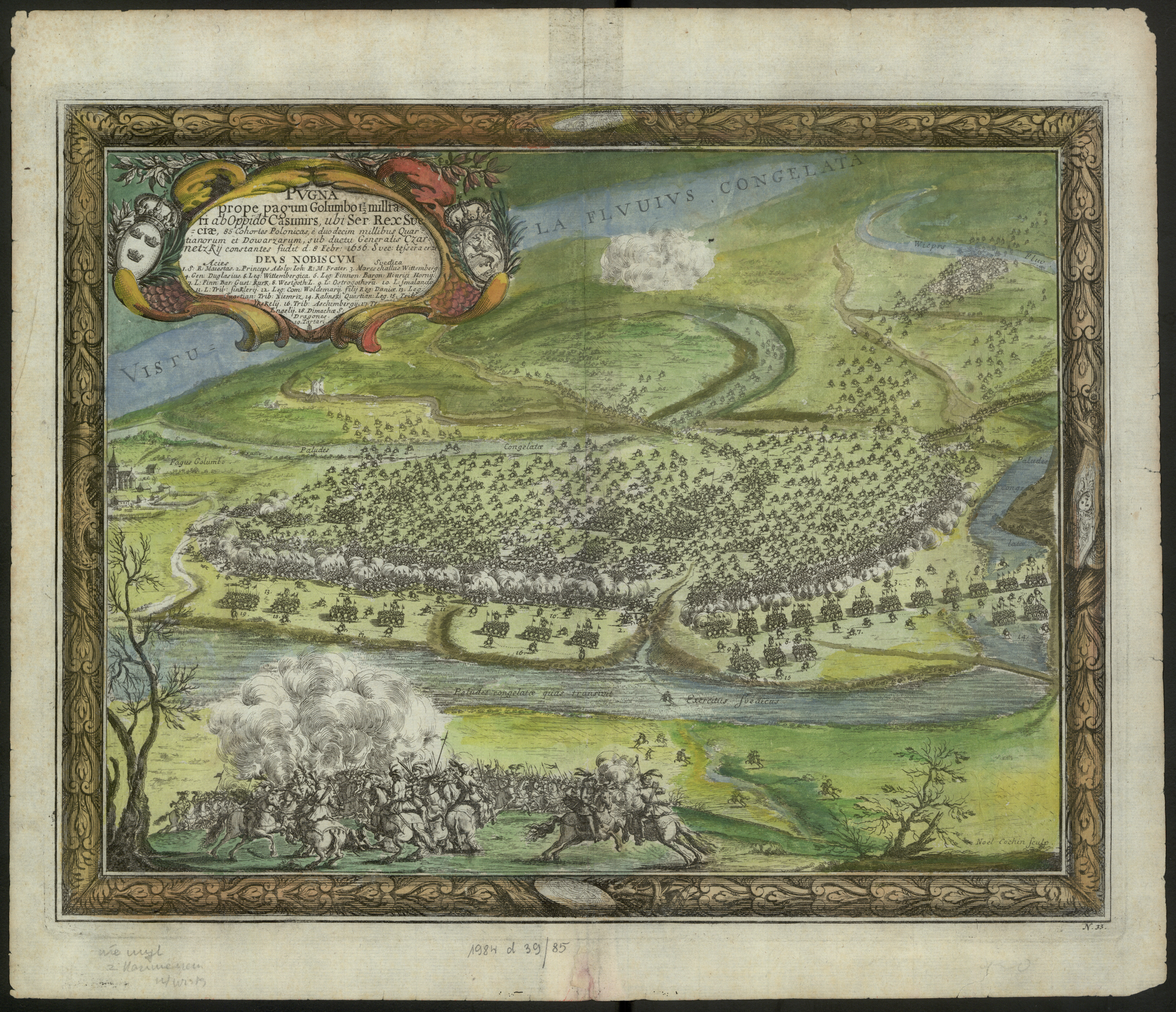
Bitwa pod Gołębiem według miedziorytu Erika Dahlbergha

Bitwa pod Gołębiem (szw. Slaget vid Golomb) – bitwa pomiędzy wojskami polskimi i szwedzkimi stoczona w lutym 1656 w rejonie wsi Gołąb nad Wisłą. Rozegrała się w czasie potopu szwedzkiego, będącego jedną z odsłon II wojny północnej (1655–1660). W bitwie po stronie Szwedów walczył późniejszy król Polski Jan III Sobieski.

## Data bitwy
Data bitwy nie jest pewna. Jedne opracowania (jak Mała Encyklopedia Wojskowa) podają, że bitwa odbyła się 18 lutego, natomiast inne (na przykład Leszek Podhorodecki Rapier i koncerz) twierdzą, że bitwa miała miejsce 19 lutego.

## Wersja I

### Przed bitwą
Wojska szwedzkie pod dowództwem króla Karola Gustawa rozłożyły się obozem pod wsią Gołąb, czekając na wojska Stefana Czarnieckiego. Wobec rozproszenia wojsk obu stron bitwa ta rozwijała się w miarę przybywania na pole boju kolejnych oddziałów. Polskie wojska podzielone były na dwa oddziały: hetmański pod Sebastianem Machowskim i królewski pod Czarnieckim. Po obu stronach znaleźli się nowo zaciągnięci żołnierze – po stronie szwedzkiej znalazło się około 1500 nowo zaciągniętej polskiej kawalerii (i około 1700 zaprawionych w boju polskich kawalerzystów, głównie pancerni i lekka jazda).

### Bitwa
Pierwszy na wroga trafił oddział Machowskiego i był to oddział duńskiego hrabiego Waldemara. Po salwie armatniej kartaczami polski atak się załamał, ale udało się ponownie zaprowadzić ład w oddziałach. Następnie nadciągnęły oddziały generała Roberta Douglasa z posiłkowymi polskimi oddziałami Jerzego Niemirycza oraz dragonią. 
Atak wojsk Douglasa został powstrzymany przez przybycie chorągwi husarskich wojewody sandomierskiego Władysława Gonzagi Myszkowskiego i Jana Sobiepana Zamoyskiego oraz dalszych polskich oddziałów Stefana Czarnieckiego. Polska szarża odrzuciła wojsko Douglasa i Waldemara na brzeg Wisły, tak, że część wojska szwedzkiego znalazła się w rzece.
W tym momencie nadeszły kolejne oddziały szwedzkie i Czarniecki wydał rozkaz szarży drugiemu rzutowi oddziału Machowskiego i kilku świeżym chorągwiom, jednak przybywające na pole walki nowe oddziały szwedzkiej rajtarii zagroziły odcięciem odwrotu polskim wojskom przy prawie trzykrotnej przewadze liczebnej. W tym momencie Czarniecki wydał rozkaz odwrotu i tylko pójście polskich wojsk w rozsypkę uchroniło je przed całkowitą klęską. Po bitwie oddziały Czarnieckiego ścigane były przez polskie oddziały wierne królowi Szwecji.

## Wersja II
Według Małej Encyklopedii Wojskowej i książki Leszka Podhorodeckiego Rapier i koncerz.

### Przed bitwą
Karol Gustaw, gdy dowiedział się o wybuchu powstania w południowej Małopolsce, ruszył na południe i 12 lutego przeprawił się przez Pilicę, zmuszając Czarnieckiego do wycofania się za Wisłę i zajęcia pozycji pod Gołębiem (przy ujściu Wieprza do Wisły). Stefan Czarniecki, który wraz z dywizją liczącą około 7 tysięcy jazdy wysłany został przez króla Jana Kazimierza przeciwko armii Karola Gustawa, w celu łatwiejszego przejścia na lewy brzeg Wisły rozłożył swe siły na północnym brzegu Wieprza. Zajęte miejsce nie było zbyt dogodne do obrony, gdyż wciśnięte w zakole Wisły wojska nie mogłyby się w pełni rozwinąć. Czarniecki jeden z pułków skierował na południe w stronę Włostowic dla osłony przed Szwedami, a sam wraz z dwoma pułkami stanął w Gołębiu. 

### Bitwa
Karol Gustaw przeszedł zamarzniętą Wisłę pod Kazimierzem i rozproszył znajdujący się na południu pułk, całkowicie zaskakując Polaków. Następnie wojska szwedzkie posuwały się prawym brzegiem rzeki docierając pod Gołąb. Przednia straż armii szwedzkiej dowodzona przez Douglasa, hrabiego Waldemara i generała Henrika Horna błyskawicznie rozwinęła się w linię bojową i prowadząc intensywny ogień posuwała się z wolna do przodu. W momencie, gdy wojska polskie zaczęły odwrót, nadjechał Stefan Czarniecki. Widząc, że sytuacja się pogarsza, rzucił swe wojska do natychmiastowej szarży, która spowodowała, że przednie oddziały szwedzkie rzuciły się do ucieczki.
Sukces ten jednak był chwilowy, gdyż do walki zaczęły wkraczać nowe oddziały szwedzkie, zdobywając znaczną przewagę liczebną nad siłami Czarnieckiego. Karol Gustaw zamierzał związać wojska polskie od frontu swym lewym skrzydłem, natomiast swym centrum i prawym skrzydłem zamierzał uderzyć na lewe skrzydło i tyły sił Czarnieckiego. Czarnieckiemu udało się na początku odrzucić jazdę szwedzką, gdy rzucił dodatkowo do szarży kilka chorągwi jazdy z pułku królewskiego. Doszło do zaciętej walki, w której Szwedzi osobiście dowodzeni przez swego króla znów byli spychani. Jednak dalsze natarcie wojsk polskich załamało się w ogniu spieszonej dragonii szwedzkiej. Gdy Szwedzi znaleźli się w trudnej sytuacji, a Czarniecki skierował swą jazdę do trzeciej szarży, chorągwie polskie nagle zawróciły i rzuciły się do ucieczki. Przyczyną było wyłaniające się zza wzgórz centrum, a zaraz po nim prawe skrzydło szwedzkie, grożące Polakom odcięciem jedynej drogi odwrotu za Wieprz. Widząc je, Czarniecki, by uratować swe siły przed zniszczeniem, wydał swym oddziałom rozkaz do natychmiastowej ucieczki. W pościg za uciekającymi siłami Czarnieckiego rzuciły się lekkie chorągwie polskie, które służyły u Karola Gustawa. Wojska te ograniczyły się jednak tylko do płazowania uciekinierów. Jedynie nieliczni jeźdźcy szwedzcy zdołali dogonić uciekających i zadać im pewne straty. Podczas ucieczki po zamarzniętym Wieprzu załamał się lód, co dodatkowo zwiększyło polskie straty w ludziach. Po półtoragodzinnej walce i pościgu na przestrzeni 10 kilometrów bitwa zakończyła się. Polacy stracili 137 żołnierzy, szwedzkie straty były podobne. Niewielkie straty Polacy zawdzięczali swemu wodzowi, który w porę dostrzegł niebezpieczeństwo i nie zwlekając wydał rozkaz do ucieczki.

## Po bitwie
Bitwa ta jest uważana za jedną z największych klęsk wojsk dowodzonych przez Stefana Czarnieckiego. Mimo to warto mieć na uwadze przewagę liczebną wojsk szwedzkich, jak i fakt, że nie wszystkie polskie oddziały brały udział w bitwie.
Karol Gustaw przecenił swe zwycięstwo, będąc przekonanym, że dywizja Stefana Czarnieckiego została całkowicie rozbita. Jednak rzeczywistość była inna, o czym król Szwecji wkrótce się przekonał. Taktyka ucieczki i rozproszenia sił była dobrze opanowana przez polskich żołnierzy, którzy przejęli ją od Tatarów. Dlatego już po kilku dniach Czarniecki zebrał swe rozproszone oddziały i mógł dalej prowadzić swoje działania. Zwycięska bitwa ani trochę nie poprawiła sytuacji Karola Gustawa, która z dnia na dzień była coraz gorsza, gdyż coraz więcej wojsk polskich odstępowało Szwedów i wracało na stronę Jana Kazimierza.

## Potop
Bitwę tę opisał dość wiernie Henryk Sienkiewicz w powieści Potop:
(...) Po czym Aleksandra Macedońskiego wspominał, z którym lubił być porównywany, i szedł naprzód, goniąc pana Czarnieckiego; ten zaś, nie mając sił tak wielkich ani ćwiczonych, umykał się przed nim, ale umykał jak wilk, gotów zawsze się zwrócić. Czasem też szedł przed Szwedami, czasem po bokach, a czasem, zapadłszy w głuchych lasach, puszczał ich naprzód, tak iż oni myśleli, że jego gonią, a on właśnie szedł za nimi, wycinał opieszałych, tu i owdzie uszczknął cały podjazd, znosił idące wolniej pułki piesze, napadał na wozy z żywnością. I nigdy Szwedzi nie wiedzieli, gdzie jest, z której strony uderzy. Nieraz w zmrokach nocnych rozpoczynali ogień z armat i muszkietów do zarośli, sądząc, że nieprzyjaciela mają przed sobą. Nużyli się śmiertelnie, szli w chłodzie, głodzie i zmartwieniu, a ów - vir molestissimus - wisiał ciągle nad nimi, jako chmura gradowa wisi nad łanem zboża. Na koniec dopadli go pod Gołębiem, niedaleko ujścia Wieprza do Wisły. Niektóre chorągwie polskie, stojące w gotowości rzuciwszy się z impetem na nieprzyjaciela, rozniosły postrach i zamieszanie. Więc naprzód skoczył pan Wołodyjowski ze swoją laudańską chorągwią i wsparł królewicza duńskiego Waldemara; zaś pan Kawecki Samuel i młodszy Jan stoczyli z pagórka pancerną chorągiew na najemnych Angielczyków Wikilsona - i w mgnieniu oka pożarli ich, jako szczupak pochłania klenia, zaś pan Malawski zwarł się z księciem biponckim tak szczelnie, iż ludzie i konie pomieszali się ze sobą jako kurzawa, którą dwa wichry z przeciwnych stron przyniosą i jeden wir z niej uczynią. W mgnieniu oka zepchnięto Szwedów ku Wiśle, co widząc Duglas pospieszył swoim z wyborową rajtarią na ratunek. Lecz rozpędu i te nowe posiłki wstrzymać nie mogły; poczęli więc Szwedzi skakać z wysokiego brzegu na lód, padając trupem tak gęsto, że czernili się na śnieżnym polu jako litery na białej karcie. Legł królewicz Waldemar; legł Wikilson, a książę biponcki, obalon z koniem, nogę złamał - legli wszelako i obaj panowie Kaweccy, i pan Malawski, i Rudawski, i Rogowski, i pan Tymiński, i Choiński, i Porwaniecki, jeden tylko pan Wołodyjowski, chociaż się w szwedzkie szeregi jako nurek w wodę z głową zanurzał, najmniejszej rany nie poniósł.
Tymczasem przyciągnął sam Karol Gustaw z główna siłą i armatami i naówczas zmieniła się postać boju. Inne Czarnieckiego pułki, niekarne i nie wyćwiczone, nie umiały stanąć na czas w ordynku; niektóre koni nie miały pod ręką, inne, po dalszych wsiach leżące, wbrew rozkazom, aby ciągle były w pogotowiu, zażywały wczasu po chatach. Na owe gdy nieprzyjaciel natarł niespodzianie, wnet poszły w rozsypkę i ku Wieprzowi umykać poczęły. Więc pan Czarniecki kazał trąbić na odwrót, aby tamtych pułków, które pierwsze uderzyły, nie wygubić. Jedni poszli tedy za Wieprz, inni do Końskowoli, zostawiając pole i sławę zwycięstwa Karolowi, gdyż tych zwłaszcza, którzy za Wieprz uchodzili, długo ścigały chorągwie Zbrożka i Kalińskiego, przy Szwedach jeszcze zostające.